# 瓦寮
瓦寮是臺灣臺南市學甲區的一個傳統地域名稱，學甲十三莊山寮聚落中的角頭之一，是倒風內海於19世紀淤積陸浮的新埔地， 原本與山寮組成達明里，2006年2月1日由於行政區域調整，又與新生里合併為新達里，同時瓦寮也是學甲最東邊的角頭聚落。

## 地理位置
瓦寮位在山寮角頭的東邊，是學甲區位置處最東邊的角頭，臺84號快速公路由西北方直線向東南方切過，並且庄頭的北邊有臺南市174號線環繞。

## 庄頭脈絡
日治初期學甲下社角李勝後裔李大再（1875 - 1945），他向族人借一些錢之後，邀其同堂兄弟李约、李杭偕同住在彭城的劉姓朋友（劉變）到此開墾農地，開墾之初瓦寮一帶為低漥且無庄舍的荒地。 然而，因李大再在夏天時引用現今官田區葫蘆埤附近溝渠，而在冬天時則導急水溪的水來設渠引水，當時的庄民稱此為「大再溝」，在這樣方式灌溉農田下，此地的耕地得以大為擴展，同時李氏也因此慢慢的累積屬於自己所開墾的土地。
只是隨著李大再耕地逐漸地擴展，為了管理如此龐大的地產，李氏便又回到下社仔聚落去招募同姓族親來此耕作，於是這些族親便成為他的佃農，其後大家在此耕作得到安定之後，乾脆就紛紛舉家遷徙來此定居，並就地修建屬於各自的屋舍長期居住。據說李大再最鼎盛時所擁有土地曾達800餘甲，也有人說有上千甲之大，東到與下營區交界處的山寮仔，西則至學甲草坔埤再延伸到西北邊的倒風寮，東北邊的九股寮仔，東南方至九股寮（真理大學附近），都是李大再所開墾的土地，地域跨有學甲、下營、麻豆等三個區域，也因他所擁有的土地甚大，所以被形容為「鳥飛不過地，馬跑不越界」，當時李氏幾乎是學甲首富。
至於此地「瓦寮」地名由來，一般的說法是因當時此聚落只有李大再一棟三合院是以紅瓦建造，因而庄名便稱為瓦寮。而另一說法，則是因當時李氏事業規模甚大，相對地人力與空間的需求也頗多，故在此地建蓋有許多管理處、工寮等建築，而其中的一座三合院紅瓦厝則做為總管理處，因建築以磚瓦建造的閩南式大紅瓦茨，外觀相當突出以及耀眼故稱瓦寮。

## 交通
瓦寮有兩條主要公路經過，分別是由北邊貫穿東南向的臺84線，以及環繞庄頭北邊的市174線。
臺84線東行進入學甲區，至筏仔頭之後，沿著南側的舊頭港仔、新頭港仔、德安寮、山寮、頂山寮、煥昌、新寮、瓦寮等庄，最後直行貫穿瓦寮由東南方向離開學甲。 市174線12K+200M（往南1千米）過了山寮往東，再接東郊的山寮、頂山寮，並有一支線路經瓦寮後，始於13.5K處離開學甲區境。　 

## 產業
早期瓦寮是以農業為主，之後由於地文變化水源缺乏便改種適合旱地生長的藺草（鹹草仔），而這卻帶動了學甲地區的草席業與草編業，此項目一直風光到70年代。 只是日後又因塑膠製品大量上市，草席業與草編業日漸式微，農民在無奈之下只好放棄農耕，大多紛紛將農地挖深改做為魚塭，目前多以養殖淡水魚塭為主。   

## 宗教與軼事傳說
瓦寮主要角頭宮廟為永安宮，主祀為當地區的開庄先祖李再大（李府千歲）。
此外，早先時瓦寮原本無廟宇，庄民只有輪祀的池府千歲、虎爺、城隍爺和觀音佛祖等神，直到1974年在興建社區活動中心時，才順勢將場地充作廟宇並稱為「永安宮」，這時也才正式供奉池府千歲等4尊神祇。  只是在永安宮落成的同時，廟方用關四轎方式想從護境4神中，選出1尊做為鎮殿的主祀神祇，然在眾神提示的頭籤中得出字顯示竟為「李府元帥」，而此時的桌頭屢猜不到此神的真正身分，當時擔任頭籤的李進得乾脆開口，照說扛轎者在執行任務時應不可開口的，但因眾人猜不出神尊於是才藉由李進得說祂是本地開基庄主李大再，從此之後李大再便成為瓦寮的庄頭守護神，信眾們也以其誕辰日的農曆10月12最為廟慶之日。
然據說在李大再死後2年多之後，他所一手規劃的灌溉系統「大再溝」，便莫名的漸漸枯竭而無法再供應一般農田所需，承租的佃農們也只能放棄原先所種植的稻作，進而紛紛改種較為適合旱地生長的藺草（鹹草仔），然而，也因為此一原因造就了瓦寮草席業以及草編業的發跡，最終還成為本地的一項特色產業。

## 觀光景點
瓦寮一號是瓦寮的一個懷舊博物館，館內收藏有清朝、民初、平埔、客家、西洋等的民俗生活等用具，館藏有約2500件大小收藏品提供遊客免費觀賞，讓民眾能深入了解瓦寮先民的生活情形。

## 圖集

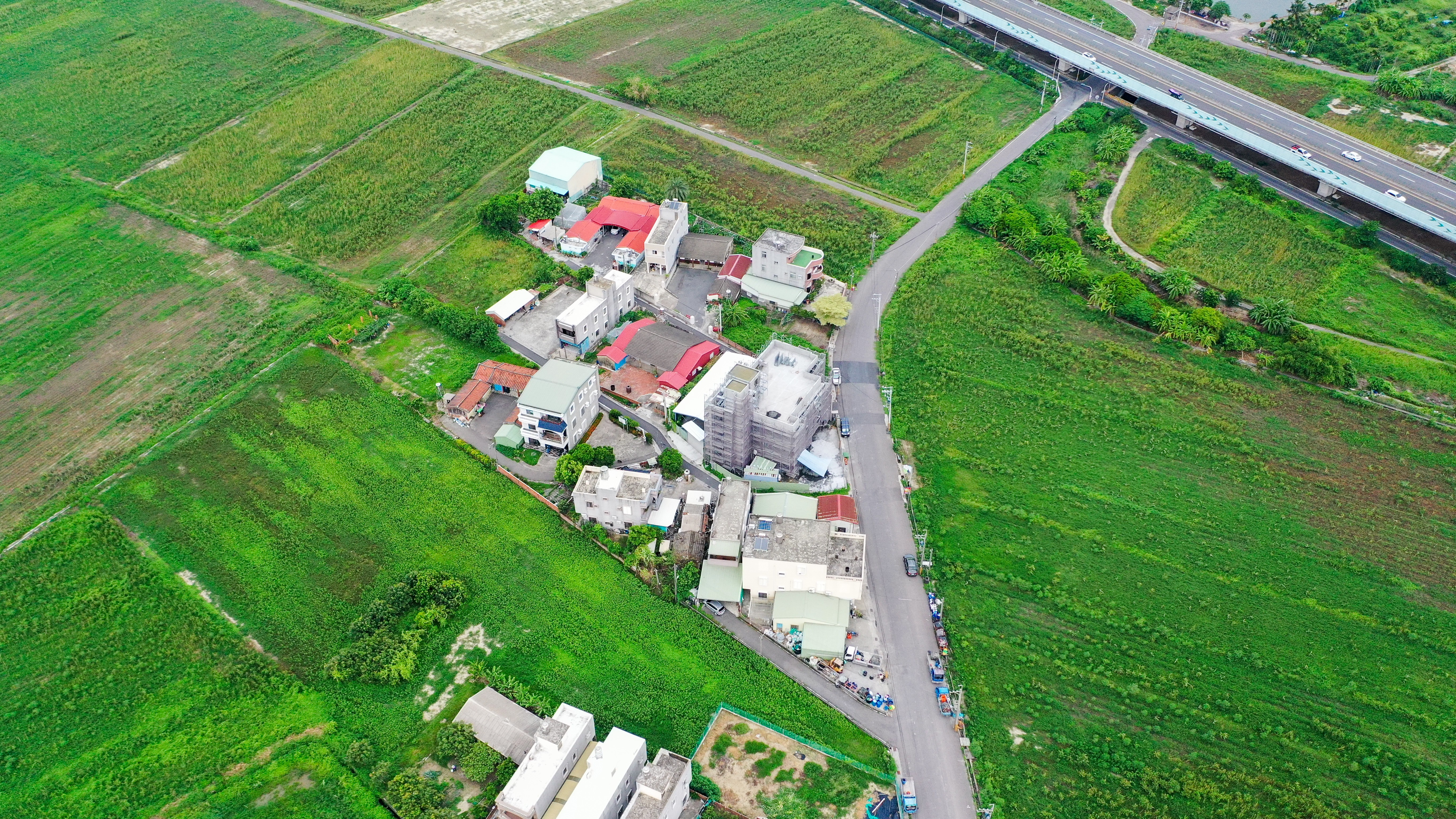
瓦寮空照-1
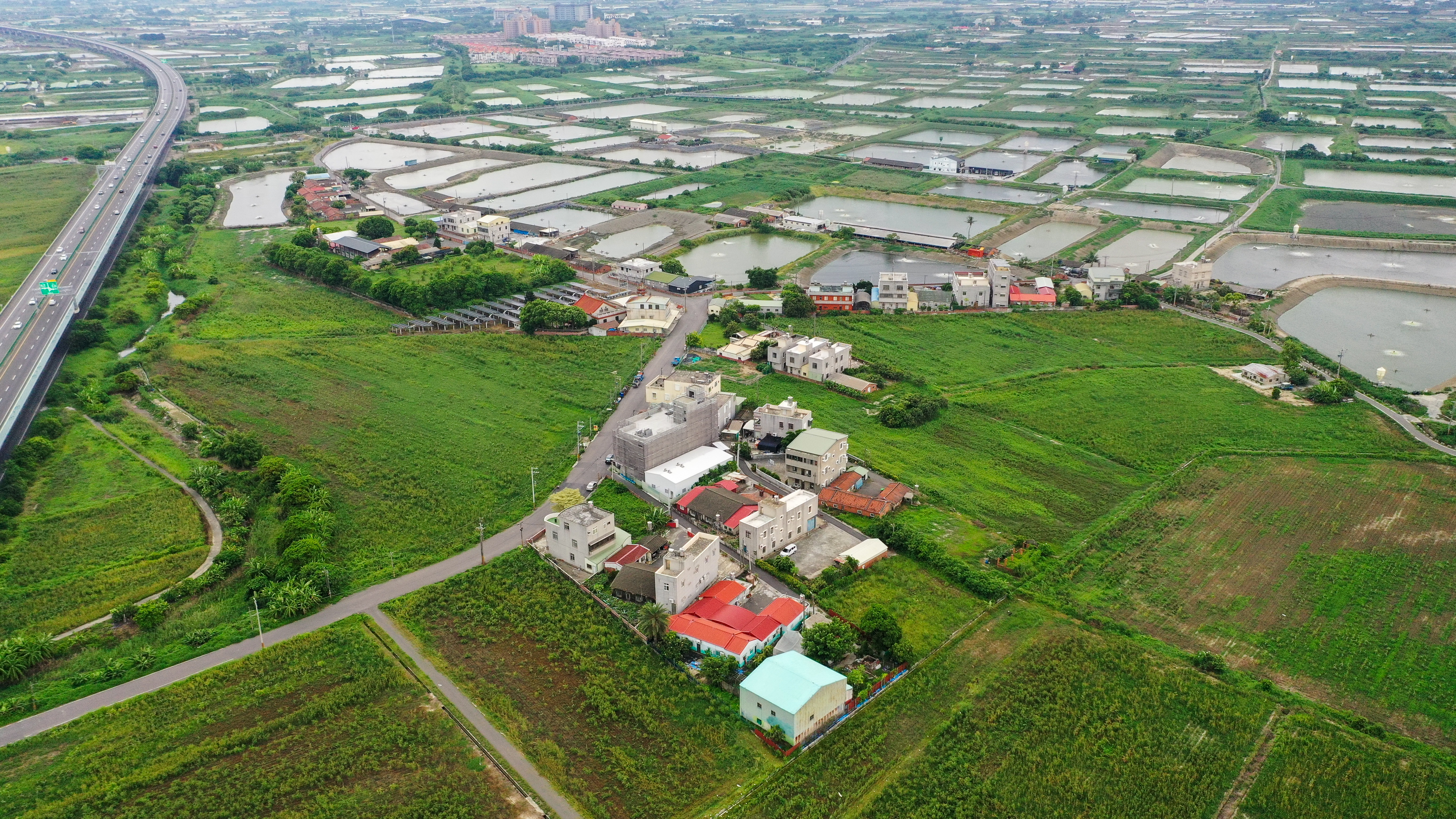
瓦寮空照-2
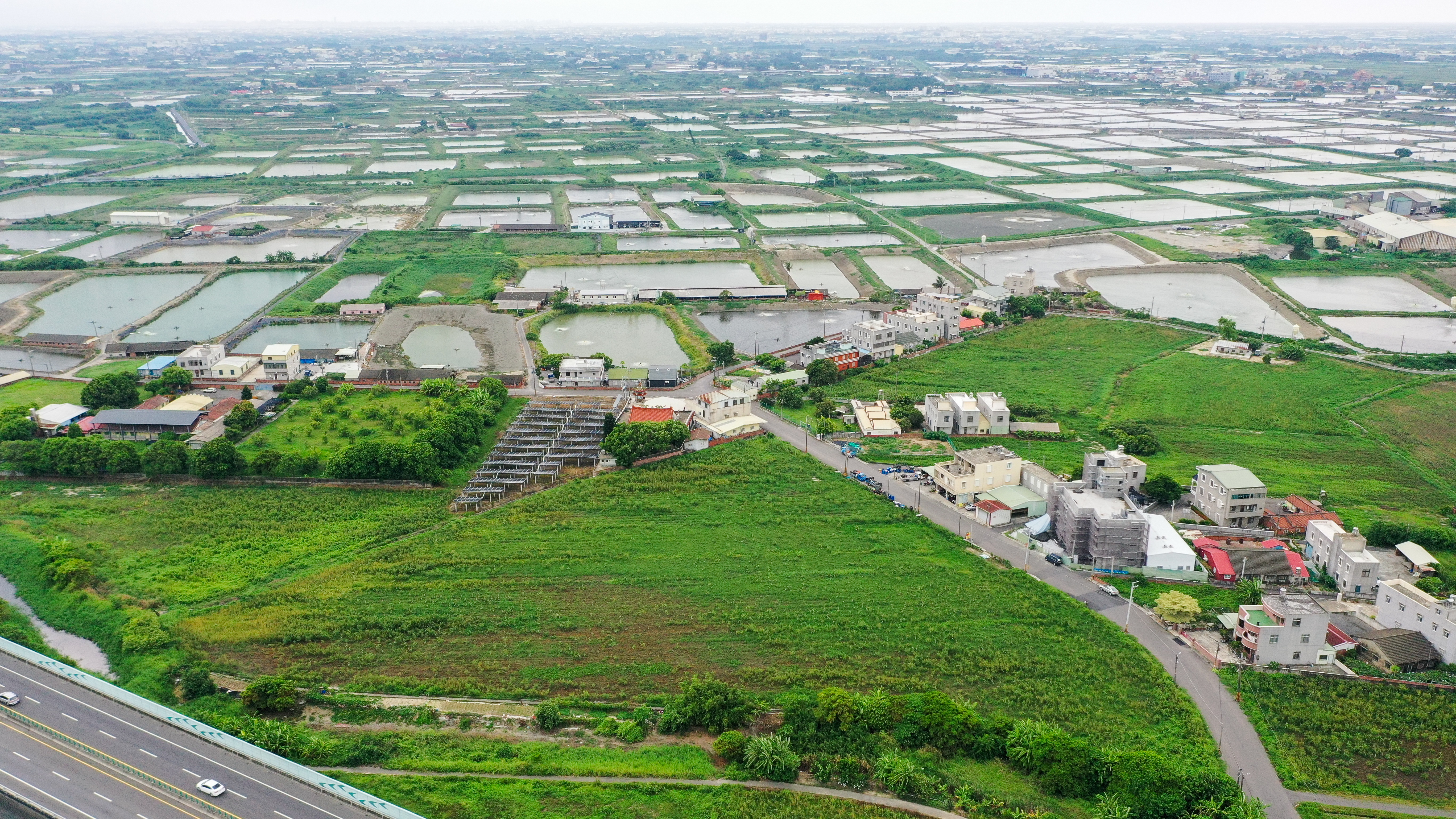
瓦寮空照-3